# Suki Dakara
Suki Dakara. (好きだから。?) è un brano musicale della cantante giapponese j-pop Beni, pubblicato come primo singolo estratto dall'album Fortune l'8 giugno 2011. Il singolo è arrivato sino alla quarantaseiesima posizione della classifica Oricon dei singoli più venduti in Giappone.

## Tracce
CD Singolo UPCH-80237
1. Suki Dakara. (好きだから。)
2. One In A Million
3. Suki Dakara. (Instrumental) (好きだから。)
4. One In A Million (Instrumental)

Durata totale: 15:30

## Classifiche
| Classifica (2011) | Posizione più alta |
| ----------------- | ------------------ |
| Giappone (Oricon) | 46                 |